# Careless World: Rise of the Last King
Careless World: Rise of the Last King – drugi studyjny album amerykańskiego rapera Tygi, którego premiera odbyła się 21 lutego 2012 roku. Wydawnictwo ukazało się nakładem wytwórni Young Money, Cash Money oraz Republic. Produkcja płyty trwała w latach 2009-2012 i zgromadziła wielu producentów takich jak: Jess Jackson, Arthur McArthur, Pharrell Williams, DJ Mustard czy Boi-1da. Gościnnie wystąpili m.in. Nicki Minaj, Lil Wayne, Busta Rhymes, T-Pain, Nas czy Robin Thicke.
Album Careless World: Rise of the Last King zadebiutował na 3. miejscu amerykańskiej listy przebojów Billboard 200, sprzedając się w ilości 61 000 egzemplarzy w pierwszym tygodniu.

## Lista utworów
| Nr  | Tytuł utworu                                        | Producent                              | Długość |
| --- | --------------------------------------------------- | -------------------------------------- | ------- |
| 1.  | „Careless World”                                    | Jess Jackson                           | 4:25    |
| 2.  | „Lil Homie” (gości. Pharrell Williams)              | Pharrell                               | 3:54    |
| 3.  | „Muthafucka Up” (gości. Nicki Minaj)                | Jess Jackson                           | 3:53    |
| 4.  | „Echoes Interlude”                                  | Arthur McArthur                        | 0:54    |
| 5.  | „Do It All”                                         | Jess Jackson                           | 4:54    |
| 6.  | „I'm Gone” (gości. Big Sean)                        | Boi-1da, Jordan Evans                  | 4:54    |
| 7.  | „For the Fame” (gości. Chris Brown & Wynter Gordon) | Jess Jackson                           | 3:52    |
| 8.  | „Birdman Interlude”                                 | Arthur McArthur                        | 0:50    |
| 9.  | „Potty Mouth” (gości. Busta Rhymes)                 | Key Wane, Jess Jackson                 | 4:43    |
| 10. | „Faded” (gości. Lil Wayne)                          | Donte "Dnyce" Blacksher, Cisse Methods | 3:31    |
| 11. | „Rack City”                                         | DJ Mustard                             | 3:28    |
| 12. | „Black Crowns” (wokal: Cameron Forbes)              | David D.A. Doman, Jess Jackson         | 5:25    |
| 13. | „Celebration” (gości. T-Pain)                       | Calvo Da Gr8                           | 3:01    |
| 14. | „Far Away” (gości. Chris Richardson)                | Jess Jackson                           | 3:27    |
| 15. | „Mystic AKA Mado Kara Mieru Interlude”              | Arthur McArthur, C. Tin                | 0:23    |
| 16. | „This Is Like” (gości. Robin Thicke)                | David D.A. Doman                       | 4:17    |
| 17. | „King & Queens” (gości. Wale & Nas)                 | Arthur McArthur                        | 4:08    |
| 18. | „Let It Show” (gości. J. Cole)                      | Cool & Dre                             | 3:59    |
| 19. | „Love Game”                                         | Jess Jackson                           | 7:34    |
| 20. | „Lay You Down” (gości. Lil Wayne)                   | David "D.A." Doman                     | 4:04    |
| 21. | „Light Dreams” (gości. Marsha Ambrosius)            | Jess Jackson                           | 3:48    |
|     |                                                     |                                        | 1:19:24 |

| Utwory dodatkowe | Utwory dodatkowe              | Utwory dodatkowe            | Utwory dodatkowe |
| Nr               | Tytuł utworu                  | Producent                   | Długość          |
| ---------------- | ----------------------------- | --------------------------- | ---------------- |
| 1.               | „Still Got It” (gości. Drake) | Noah "40" Shebib, Supa Dups | 3:44             |
| 2.               | „Make It Nasty”               | C.P Dubb                    | 3:08             |